# АТБ-Маркет

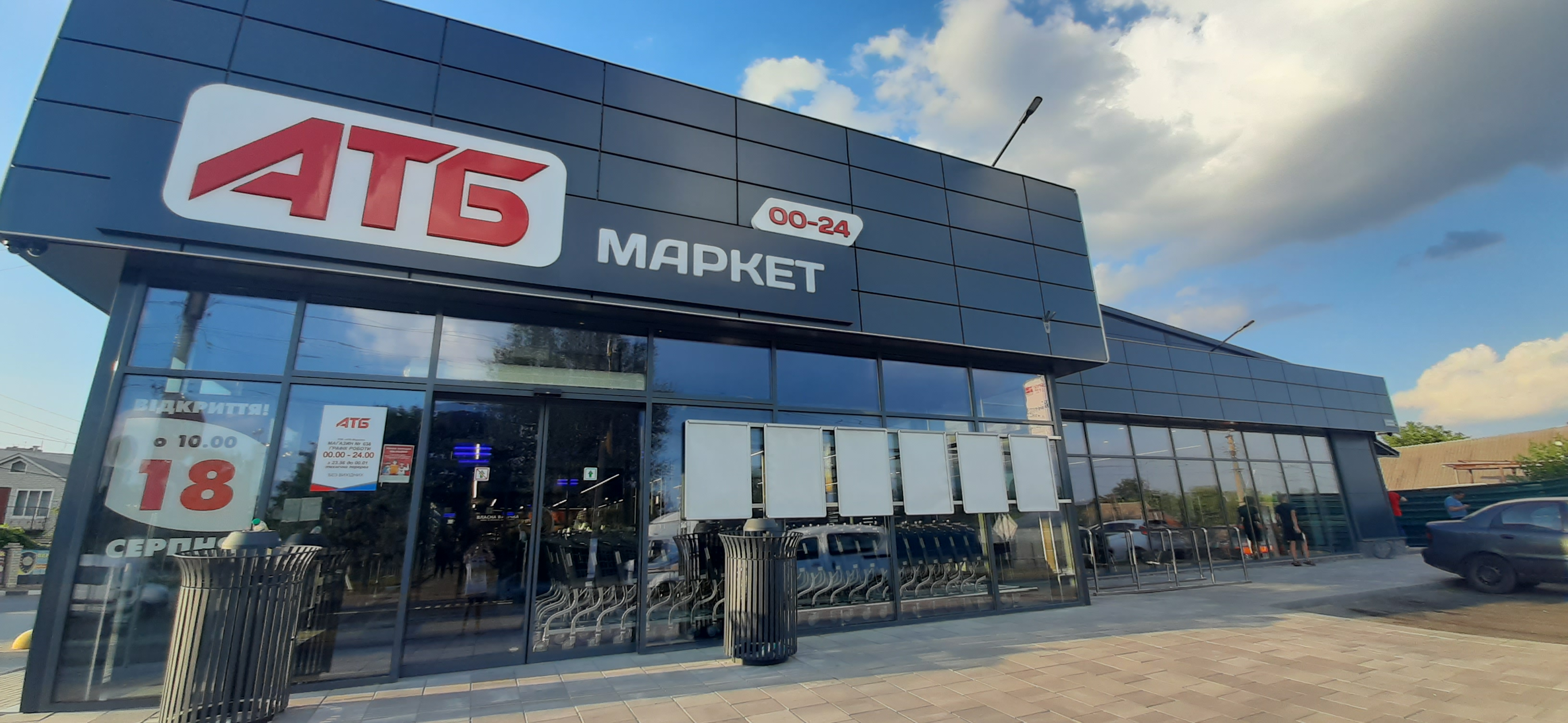
АТБ в Пісочині

«АТБ-Маркет» (широко відома як «АТБ») — найбільша українська мережа супермаркетів як за товарообігом, так і за числом крамниць, яких у 2021 році мала 1314. Також здійснює доставку продуктів додому. Входить до складу Корпорації «АТБ».

## Історія
Мережа продуктових супермаркетів «АТБ-Маркет» входить до складу дніпровської корпорації «АТБ». Корпорація «АТБ» — це об'єднання великих українських компаній, що здійснюють свою діяльність у таких сферах бізнесу, як управління активами, роздрібна торгівля, виробництво та продаж харчових продуктів, надання послуг у сфері спорту й відпочинку. До складу корпорації «АТБ» входять мережа супермаркетів «АТБ-Маркет», кондитерська фабрика «Квітень», м'ясна фабрика «Фаворит Плюс», спортивний комплекс «Схід».
Компанію засновано у 1993 році, коли магазини фірми «АгроТехБізнес» поклали початок становленню мережі дискаунтерів під абревіатурою «АТБ». У 2000-х роках мережа «АТБ» вперше в Україні впровадила нову систему самообслуговування в форматі дискаунтер — крамниця з широким асортиментом товарів за гуртовими цінами.
1993 року — відкрито 6 гастрономів фірми «Агротехбізнес» у Дніпрі.
2014 року — через початок окупації Криму та частини Донецької й Луганської областей всі крамниці мережі на тимчасово окупованих територіях було закрито.
2016 року — куплено західноукраїнську торгову мережу «Барвінок», 37 магазинів якої були реорганізовані на роботу під брендом «АТБ».
2017 року — відбулося відкриття оновленого супермаркету «АТБ». Мережа увійшла до двадцятки найбільших платників податків країни (ставши в цьому списку єдиним представником роздрібної торгівлі). Сума сплачених податків ТОВ «АТБ-Маркет» склала 4,7 млрд грн.
2018 року — мережа налічувала понад 900 крамниць, 50 з яких мали оновлений дизайн, динаміка відкриття сягала 100 крамниць на рік.
2019 року — товарообіг «АТБ-Маркет» становив 104,9 млрд грн, а число крамниць на кінець 2020 нараховувало 1201. Мережа налічувала понад 1025 крамниць, 202 з яких мали оновлений дизайн.
2020 року — сплачені податки склали 15,6 млрд грн Торговельна мережа очолила список компаній України із найвищими доходами, задекларувавши прибуток у 123,9 млрд грн. Відкрито ще 127 супермаркетів, 59 оновили, кількість працівників зросла до 64 000 осіб.
25 серпня 2021 року компанії «АТБ» було видано патент на промислові зразки логотипів для напоїв «The Cola», «The Lemon» і «The Orange». Цю заявку компанія «АТБ» подала, коли до супермаркетів мережі припинилося постачання продукції Coca-Cola. У лютому 2021 року з полиць «АТБ» зникли напої виробництва Coca-Cola, бо компанії не змогли домовитись про умови постачання. Тож мережа супермаркетів вирішила замістити втрачені позиції й почала виробляти напої під власними торговими марками. Виробництво напоїв під цими ТМ налагоджене у місті Черкаси на потужностях одного із місцевих виробників ТОВ «Виробнича компанія "ГУД ФУД"». Тож співпраця між Coca-Cola і мережею «АТБ» відновлена. Причому для магазинів «АТБ» Coca-Cola виробляє унікально фасовані напої у пляшках місткістю 2 л.
Станом на кінець 2021 року, «АТБ-Маркет» об'єднував 1316 магазинів у 24 областях України. Мережа входить до корпорації АТБ, якою володіють Геннадій Буткевич, Євген Єрмаков та Віктор Карачун.
У лютому 2022 року магазини мережі АТБ розпродали залишки кондитерських товарів Roshen — ритейлер та виробник не продовжили договір про співпрацю на 2022 рік. Це не перший вихід з мережі. У лютому 2021 року з її полиць зникла продукція холдингу МХП, виробника курятини під ТМ «Наша Ряба».
В компанії визнали, що за два місяці від початку російського вторгнення в Україну втратили багато тисяч працівників. Понад 4500 звільнилися та поїхали закордон, а понад 2000 пішли захищати Україну. Кілька тисяч довелося звільнити через закриття магазинів. Станом на травень 2022 року компанія втратила два великих розподільчих центри в Київській області, які було зруйновано. Зачинено понад 200 магазинів, частина з них зазнали руйнувань. Ще один розподільчий центр на окупованій ЗС РФ Херсонській області. Центр у Харкові не може функціонувати через близькість до фронту.
З 12 серпня 2022 року, у зв'язку із загостренням бойових дій, мережа «АТБ-Маркет» тимчасово припинила роботу в Донецькій області.
На початок 2023 року мережа налічувала 1116 магазинів. За підсумками 2023 року корпорація АТБ очолила список найбільших компаній України за версією Української правди.
В 2024 році товарообіг мережі «АТБ», за попередніми даними, зріс на 15 % порівняно з 2023 роком – до 248,3 млрд грн. Протягом року мережа поповнилася 47 новими магазинами, ще 11 торгових об’єктів — було реконструйовано. За підсумками 2024 року інвестиції компанії зросли на 25 % (на 3 млрд грн) порівняно з попереднім роком і становили майже 15 млрд грн. На початок 2025 року мережа «АТБ» налічувала 1257 магазинів.
В листопаді 2024 року мережа «АТБ» запустила нову ВТМ під назвою «День у День». Продукція під цим брендом вже присутня на торгових полицях і охоплює практично всі категорії товарів.
У 2025 році картка АТБ отримала нові можливості. Крім знижок у самій мережі, вона дає вигідні бонуси у партнерів: 1 % знижки на пальне на АЗК «БРСМ-Нафта» та 3 % в аптеках «Подорожник». Також з’явилася зручна функція – поповнення банківської картки АТБ просто на касі супермаркету через NFC, без комісії (для банків-партнерів) і без черг. 
У березні 2025 року корпорація «АТБ» завершила реформу системи управління. Замість посади генерального директора введено нову – виконавчого директора. Ним став Ігор Яцута. Повноваження зосереджені в руках Ради директорів, до складу якої увійшли Борис Марков, Олександр Токар і Дмитро Євтєєв. Мета змін – децентралізація керування і пришвидшення ухвалення рішень.  
Станом на початок 2025 року в мережі «АТБ» працювало 59 тисяч людей, з них 48 тисяч – у роздрібній торгівлі. Понад 4,5 тисячі співробітників наразі проходять службу в ЗСУ, Нацгвардії та Теробороні. Компанія активно розвиває внутрішнє навчання: у власних центрах у Києві, Дніпрі, Одесі та Львові щороку безплатно підвищують кваліфікацію понад 4 тисячі працівників. До кінця січня 2025 року в Україні працювало 1250 магазинів «АТБ», а сума благодійної допомоги компанії перевищила 2 мільярди гривень. 
У 2025 році один зі співвласників корпорації – Геннадій Буткевич – через компанію «Трайдент Геоінвест Україна» викупив конфіскований у російського власника бетонний завод «Аерок» із потужностями у Київській та Львівській областях. 

## Книга рекордів України
«Книга рекордів України» зафіксувала два рекорди компанії:
- «Бізнес» — мережа посіла перше місце за кількістю торговельних точок. 29 липня 2017 мала 880 крамниць у 233 населених пунктах 20 областей України;
- «Видавництво» — рекорд «Найбільший тираж українського видання». Першу кулінарну книгу Ектора Хіменеса Браво, випущену компанією спільно з шеф-кухарем, надрукували тиражем 400 000 примірників, що є рекордом для України.[джерело?]

## Власники
Компанія належить у рівних частках трьом дніпровським бізнесменам: засновникам групи «Агротехбізнес» — Геннадієві Буткевичу, Євгенові Єрмакову і Вікторові Карачуну.

## Статистика компанії
| Рік  | Річний виторг компанії | Кількість магазинів       |
| ---- | ---------------------- | ------------------------- |
| 2003 |                        | 85 крамниць у 12 містах   |
| 2004 |                        |                           |
| 2005 |                        |                           |
| 2006 |                        | 169 крамниць у 38 містах  |
| 2007 |                        |                           |
| 2008 |                        |                           |
| 2009 |                        | 340 крамниць у 102 міста  |
| 2010 | 12,96 млрд грн         |                           |
| 2011 | 18 млрд грн            |                           |
| 2012 | 26 млрд грн            |                           |
| 2013 | 33,7 млрд грн          | 810 крамниць у 124 містах |
| 2014 | 38,9 млрд грн          |                           |
| 2015 | 46,7 млрд грн          |                           |
| 2016 | 58,5 млрд грн          |                           |
| 2017 | 80,2 млрд грн          |                           |
| 2018 | 103,6 млрд грн         |                           |
| 2019 |                        |                           |
| 2020 | 149,8 млрд грн         |                           |
| 2021 | 148,7 млрд грн         |                           |
| 2022 | 148,3 млрд грн         | 1316 магазинів            |
| 2023 | 181 млрд грн           | 1116 магазинів            |
| 2024 | 248,3 млрд грн         |                           |

## Активність в інтернеті
У 2014 році компанія додала на свій  сайт українськомовний, а потім і англомовний інтерфейс. З лютого 2022 року україномовний інтерфейс сайту є основним.
Станом на 2018 рік спільнота АТБ у соцмережах Facebook і Twitter налічувала 100 000 користувачів.
У липні 2022 року інтернет-магазин АТБ уклав договір із Першим транзакційним банком України IBOX BANK (раніше — «Агрокомбанк») про цілодобову роботу щодо прийняття платежів та захисту конфіденційних даних. Відтак АТ «IBOX BANK» надає мережі супермаркетів АТБ сервіс інтернет-еквайрингу на сайті та забезпечує їхню безперебійну роботу.

## Критика
У 2015 розслідування журналістів 5 каналу виявило, що в мережі товари на розпродажах можуть бути неякісними та шкодити здоров'ю.

## Галерея

### Супермаркети старого зразка

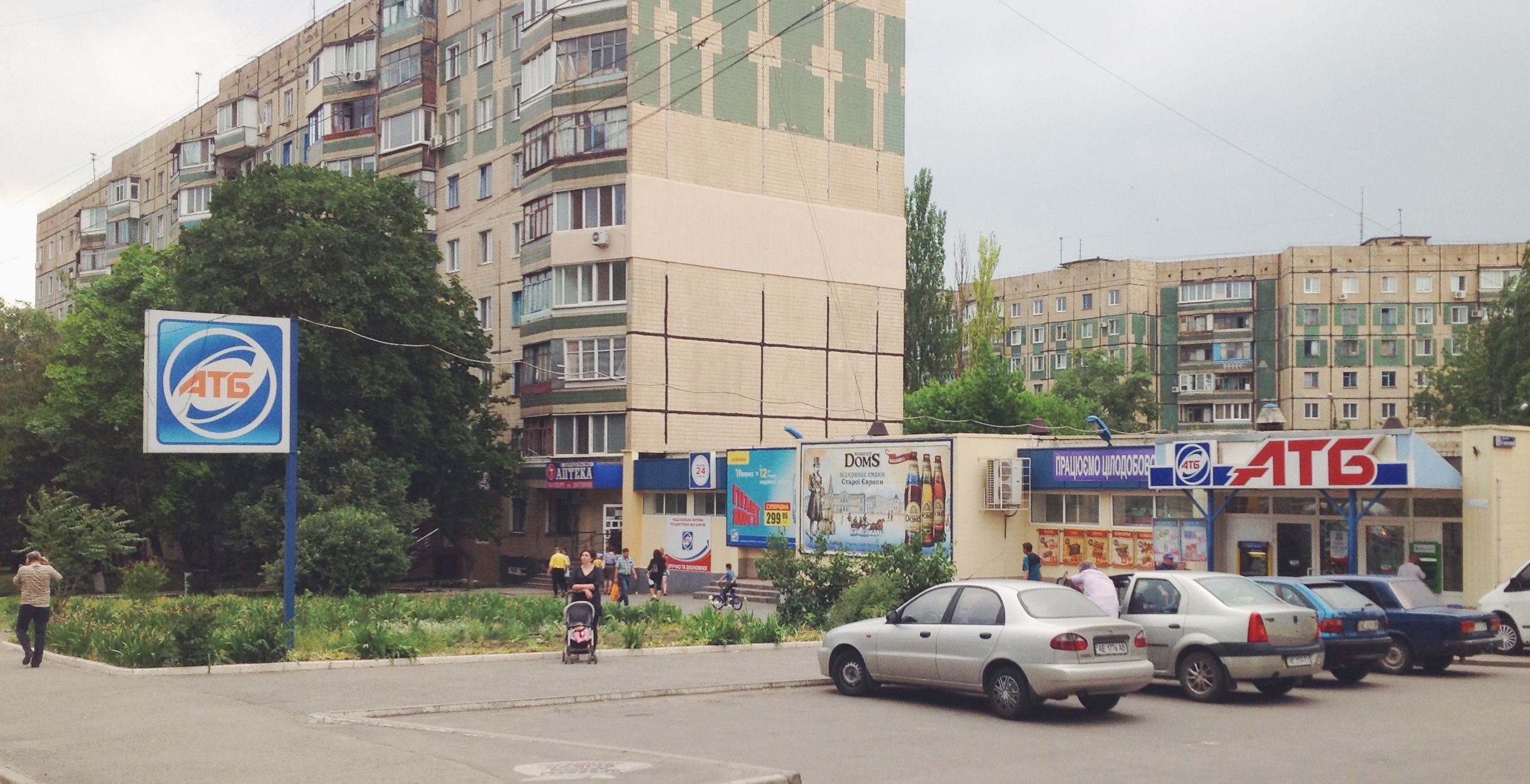
«АТБ» у Кривому Розі
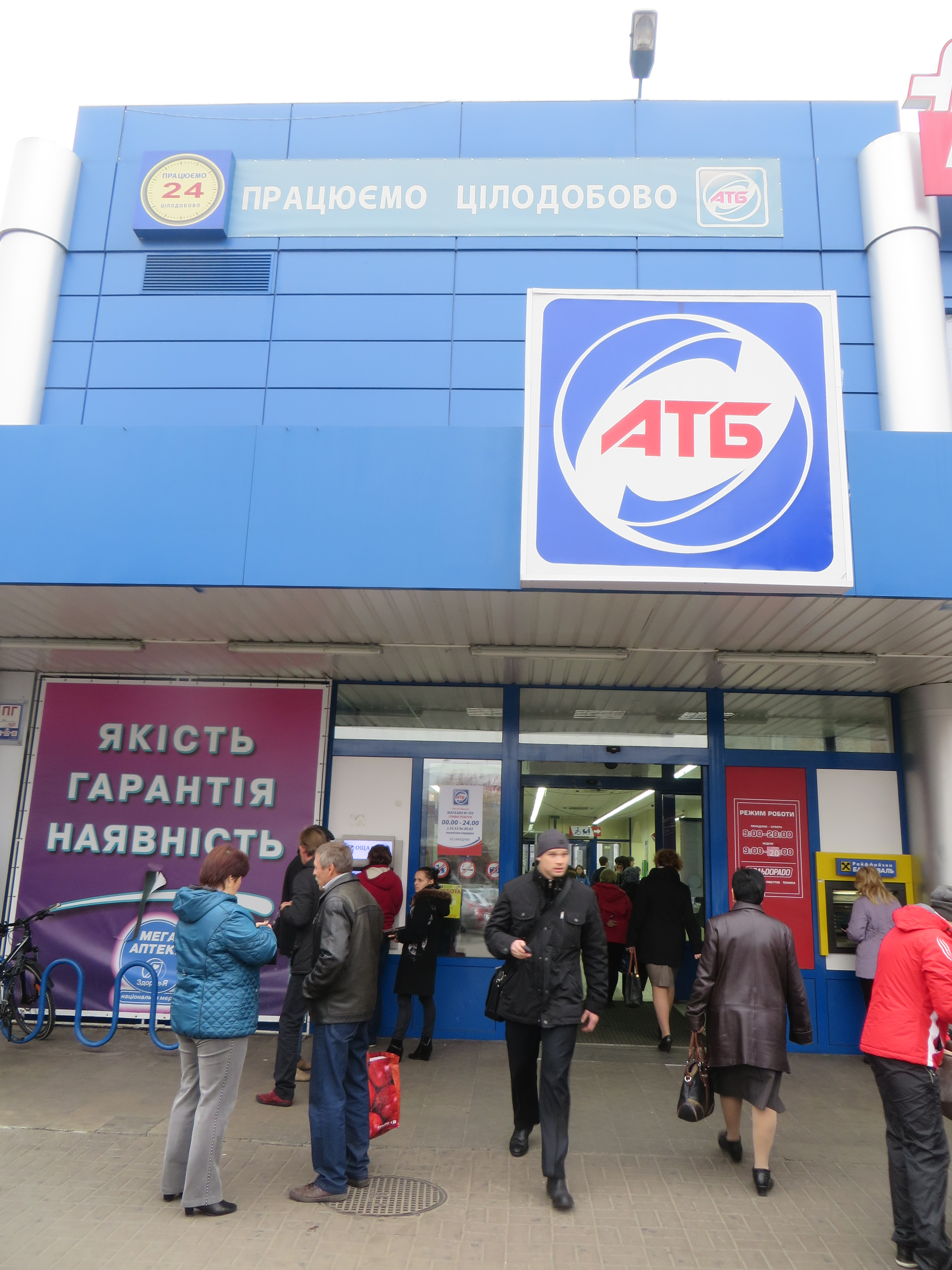
Цілодобовий «АТБ» в Чернігові
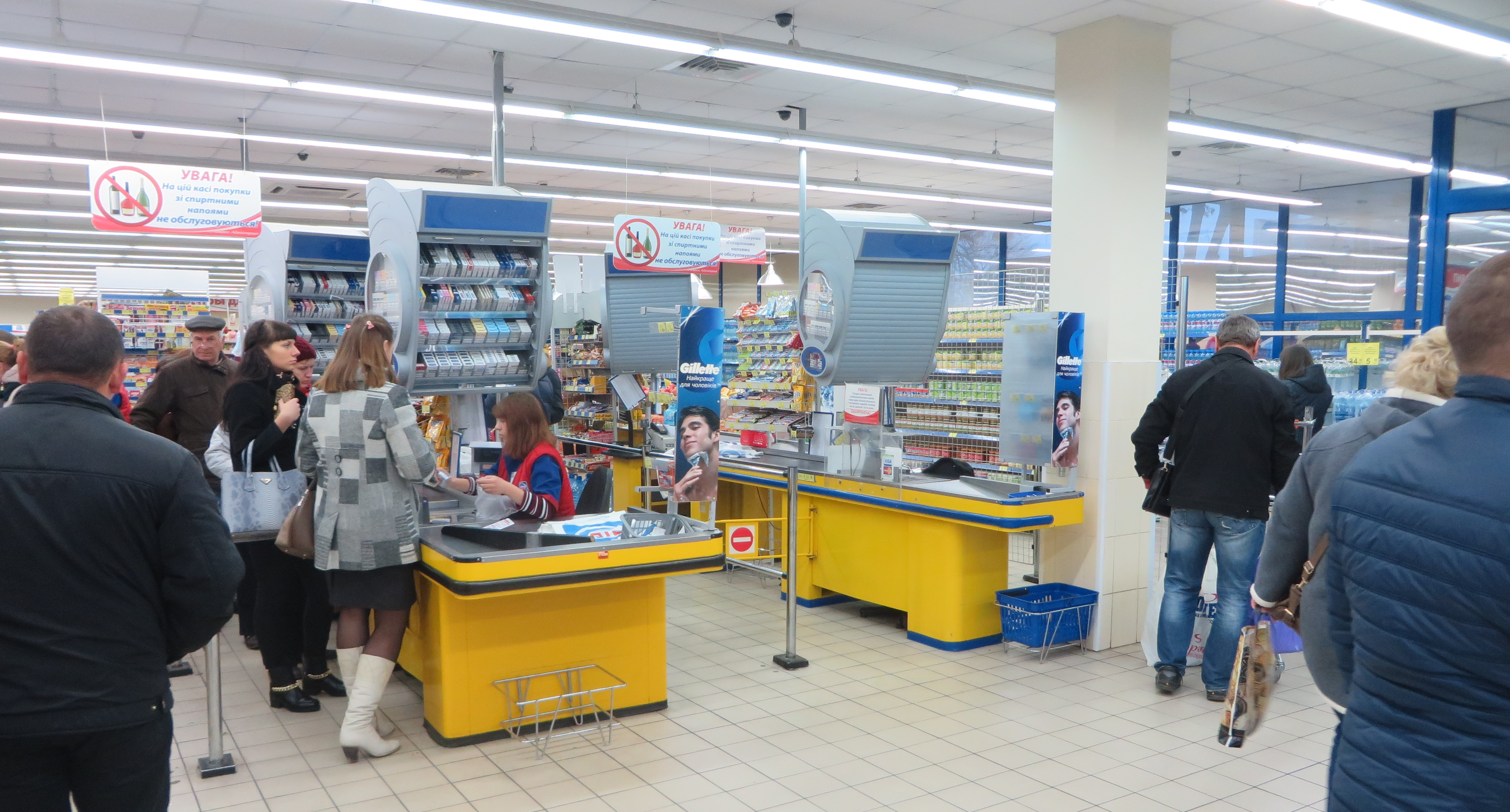
Всередині «АТБ» на просп. Перемоги в Чернігові

### Оновлені супермаркети

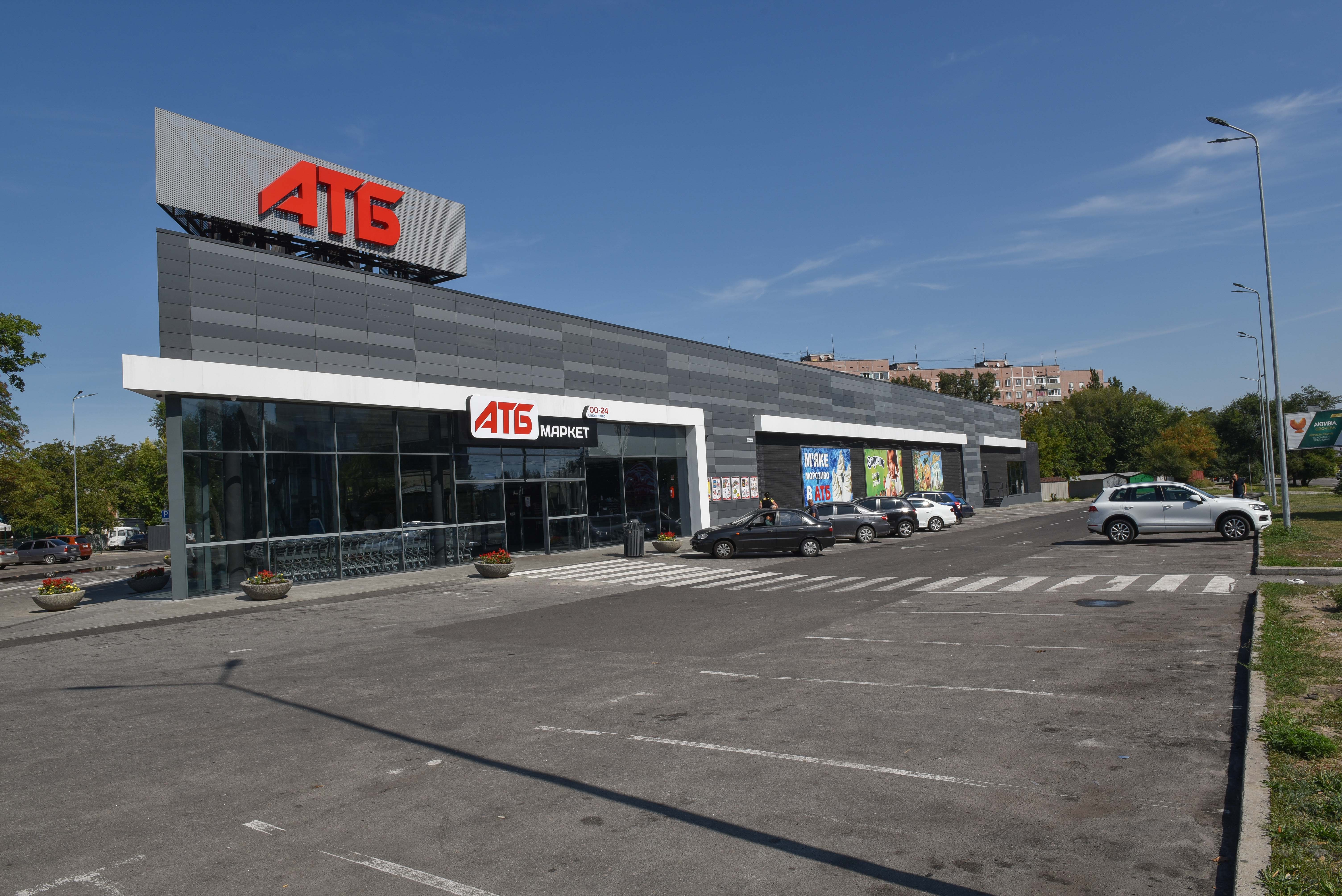
Оновлений АТБ в Дніпрі
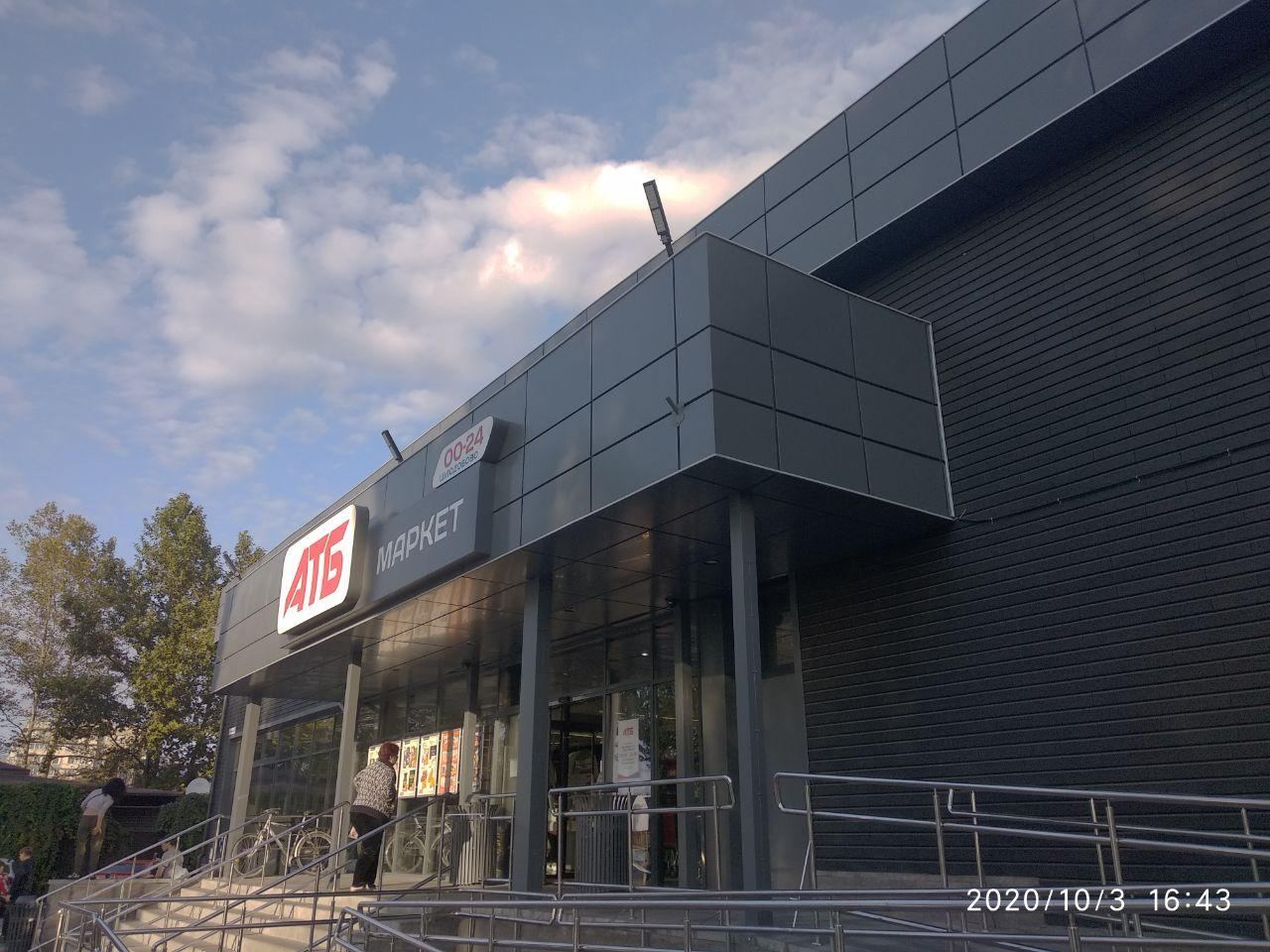
Оновлений АТБ в Мелітополі
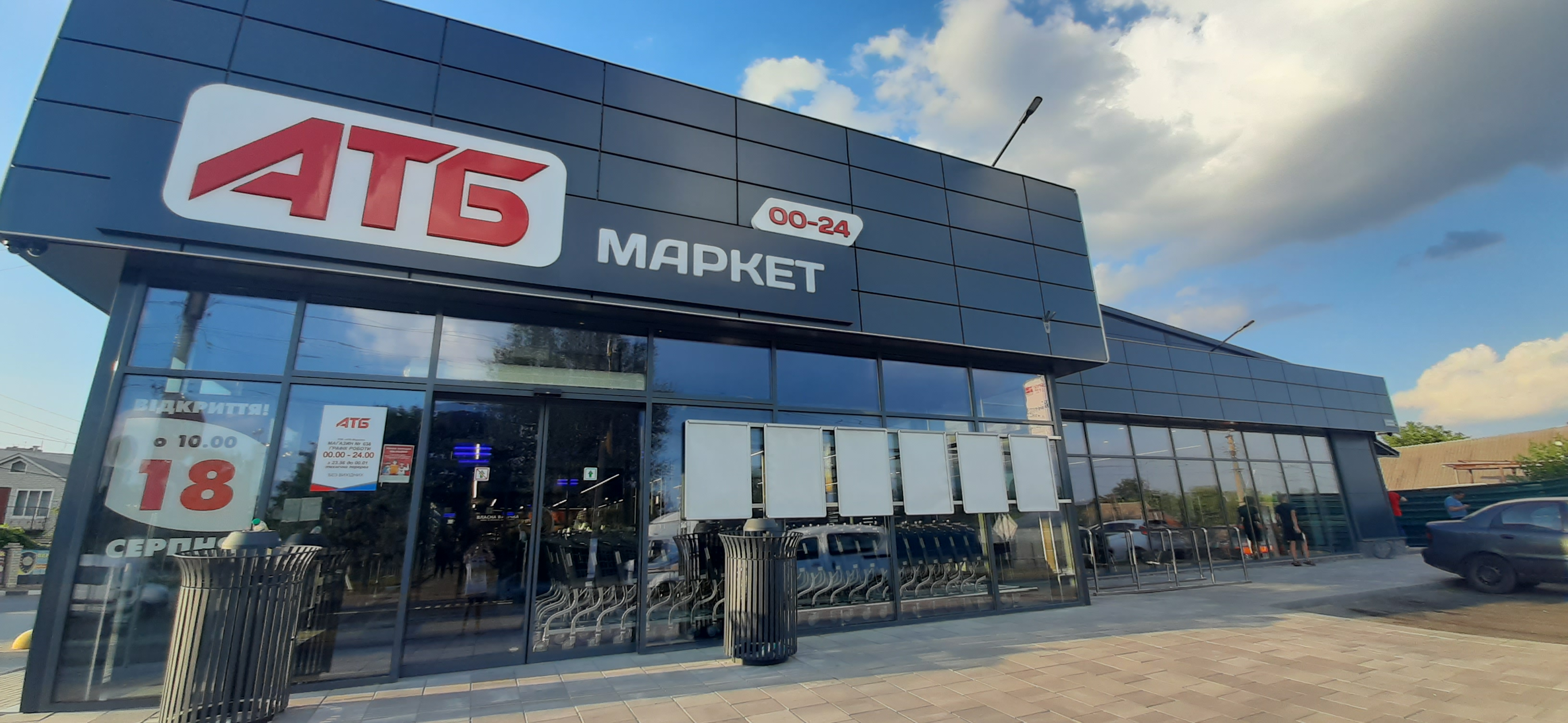
Оновлений АТБ в Пісочині
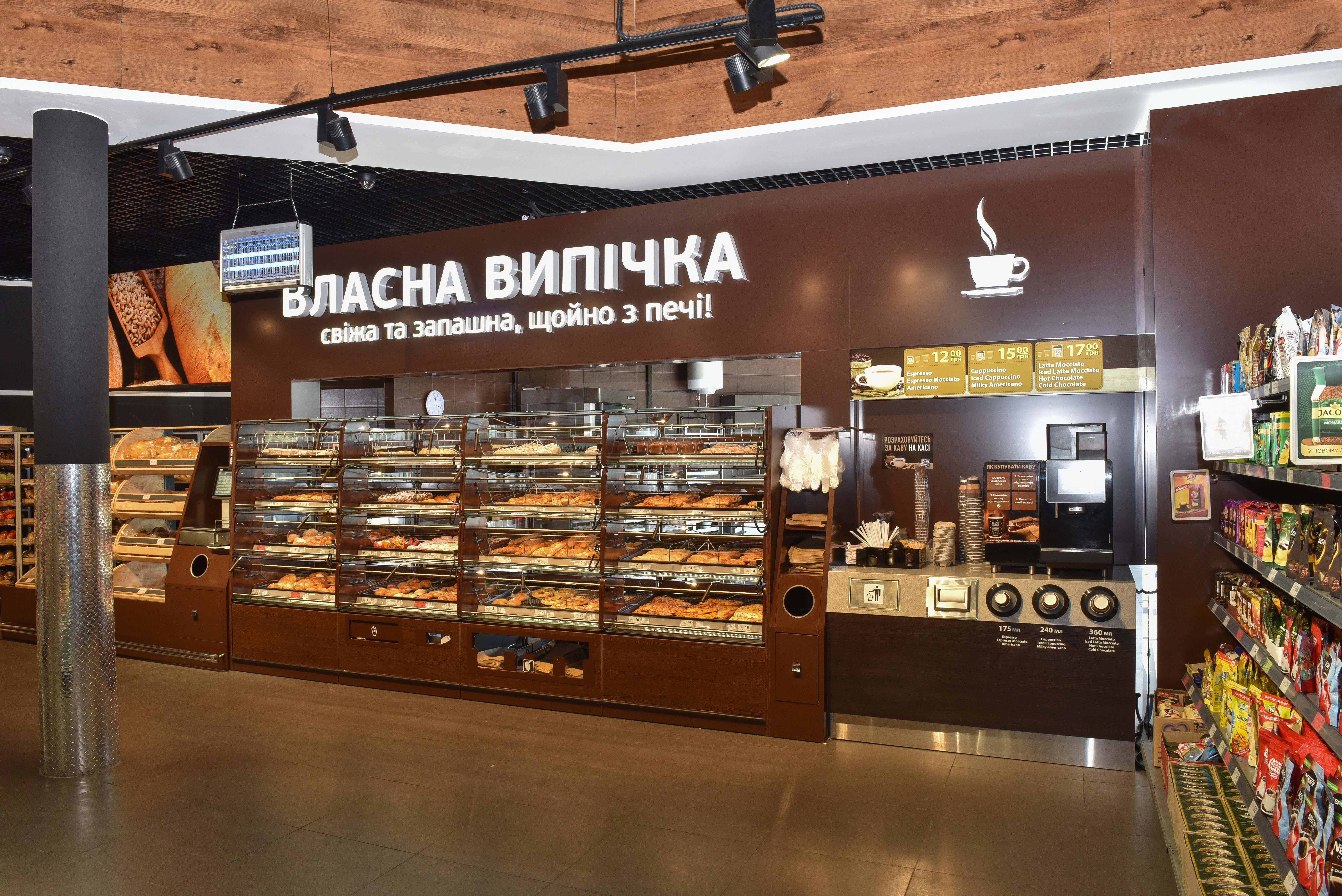
Власна випічка в АТБ
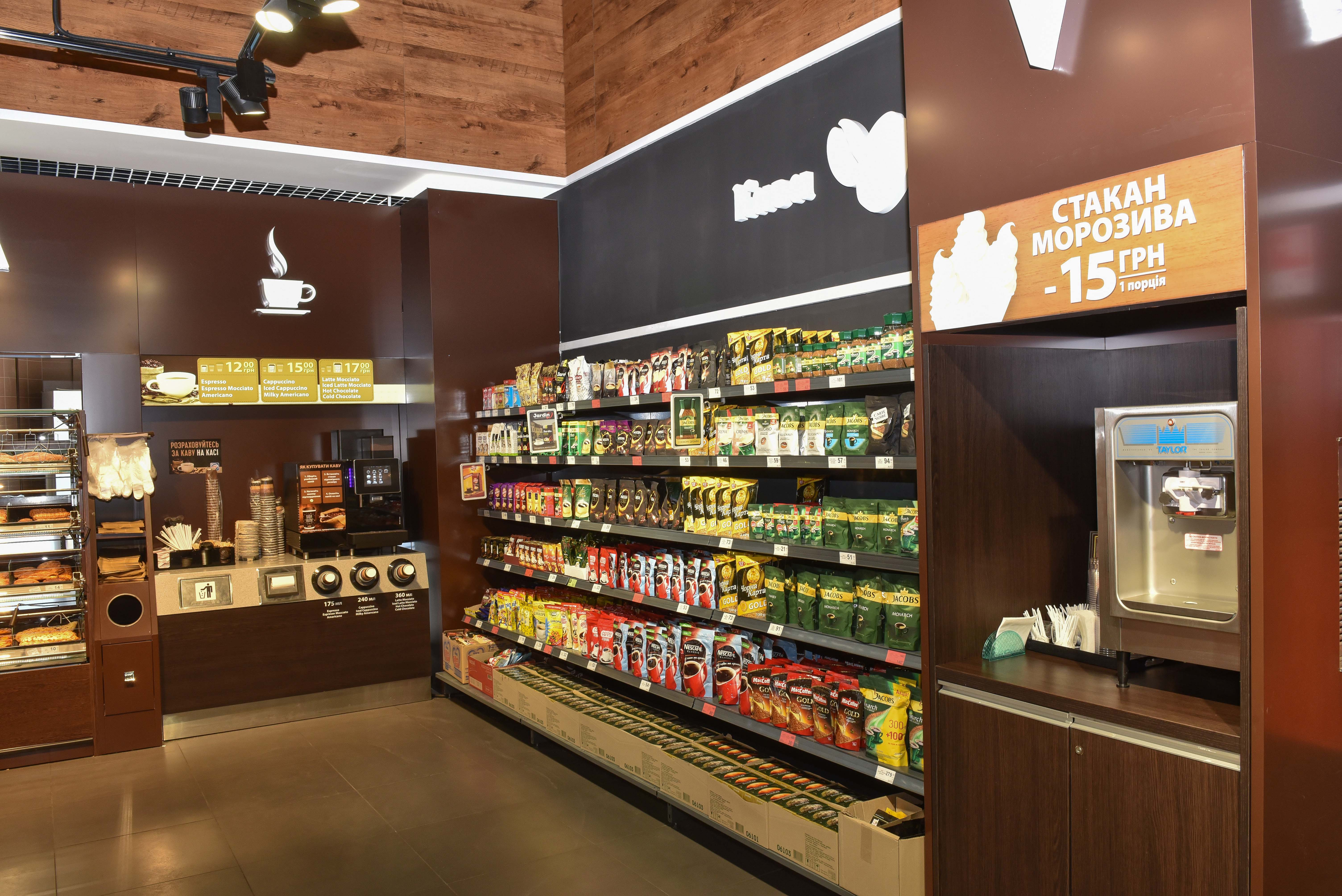
Власна кав'ярня в АТБ

### Логотип

Логотип був в ужитку з 2000 по 2018 рік, надалі лишається вивіскою магазинів старого зразка